# 翠妍
翠妍（1866年—1925年），五品典卫刘德庆之女，醇贤亲王奕譞第二侧福晋，生有三子：末代醇亲王载沣以及载洵、载涛，即中国末代皇帝溥仪的親生祖母。刘佳氏生于镶白旗汉军包衣家庭，本姓刘。因为受封为醇亲王侧福晋，家族被抬入满军旗，姓氏满化为刘佳氏。

## 生平
同治六年（1867年），出生。光绪年间，使女出身的翠妍入侍醇亲王奕譞。光绪九年（1883年）正月初五（2月12日），生载沣。光绪十年（1884年），生二格格，三岁殇。光绪十一年（1885年），生载洵。光绪十三年（1887年）生载涛。光绪十六年十一月（1891年1月1日），其夫奕譞病逝。光绪二十二年（1896年），嫡福晋叶赫那拉氏病逝，翠妍成为府中掌事人。
光绪二十三年（1897年），儿子载涛被慈禧太后过继予钟郡王奕詥为嗣，翠妍因此得了疯癫之症。光绪三十四年十月（1908年），光绪帝病重。自幼抚养的孙儿溥仪被慈禧太后过继予同治帝、兼祧光绪帝，以继承皇位。翠妍当即晕厥，此后疯癫之症愈发严重。溥仪继位后的十一月初三（1908年11月26日），清廷颁布慈禧太后遗诰，詔四時祭饗祝版，丈夫奕譞稱曰「本生祖考醇賢親王」，嫡福晋叶赫那拉氏稱曰「本生祖妣醇賢親王嫡福晉」。而刘佳氏做为溥仪的祖母，她与溥仪生母瓜尔佳氏类似，未有任何尊封。
民国五年（1916年）春，敬懿皇贵妃派人通知，翠妍和儿媳瓜尔佳氏入宫“会亲”。翠妍得以看望溥仪。民国十年（1921年），溥仪与端康太妃起争执，端康太妃把翠妍与儿媳瓜尔佳氏叫入宫训斥，事後瓜尔佳氏自殺。民国十四年（1925年），溥仪离京赴天津。翠妍在同年逝世，年五十九岁。安葬于醇亲王墓。